# Palácio de Holyrood

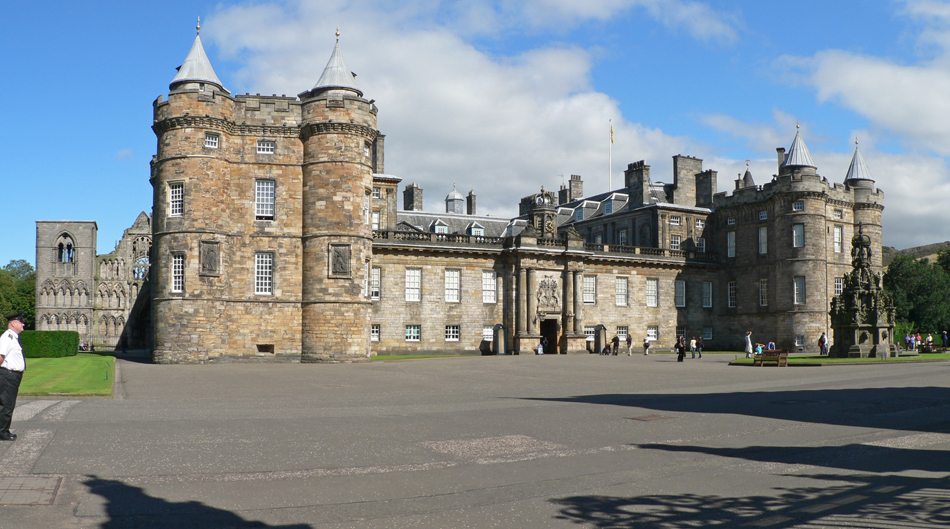
Vista do Palácio de Holyrood.

O Palácio de Holyroodhouse, ou informalmente Palácio de Holyrood, é um palácio da Escócia, fundado inicialmente, como um mosteiro, por David I da Escócia, em 1128. Serviu como principal residência dos reis e das rainhas da Escócia desde o século XV. O Palácio de Holyrood localiza-se em Edimburgo, Escócia, no extremo da chamada Milha Real.
A rainha Isabel II utilizava regularmente o palácio no início de cada verão.
Holyrood é uma anglicização criada a partir do termo escocês Haly Ruid (Cruz Sagrada).

## Abadia

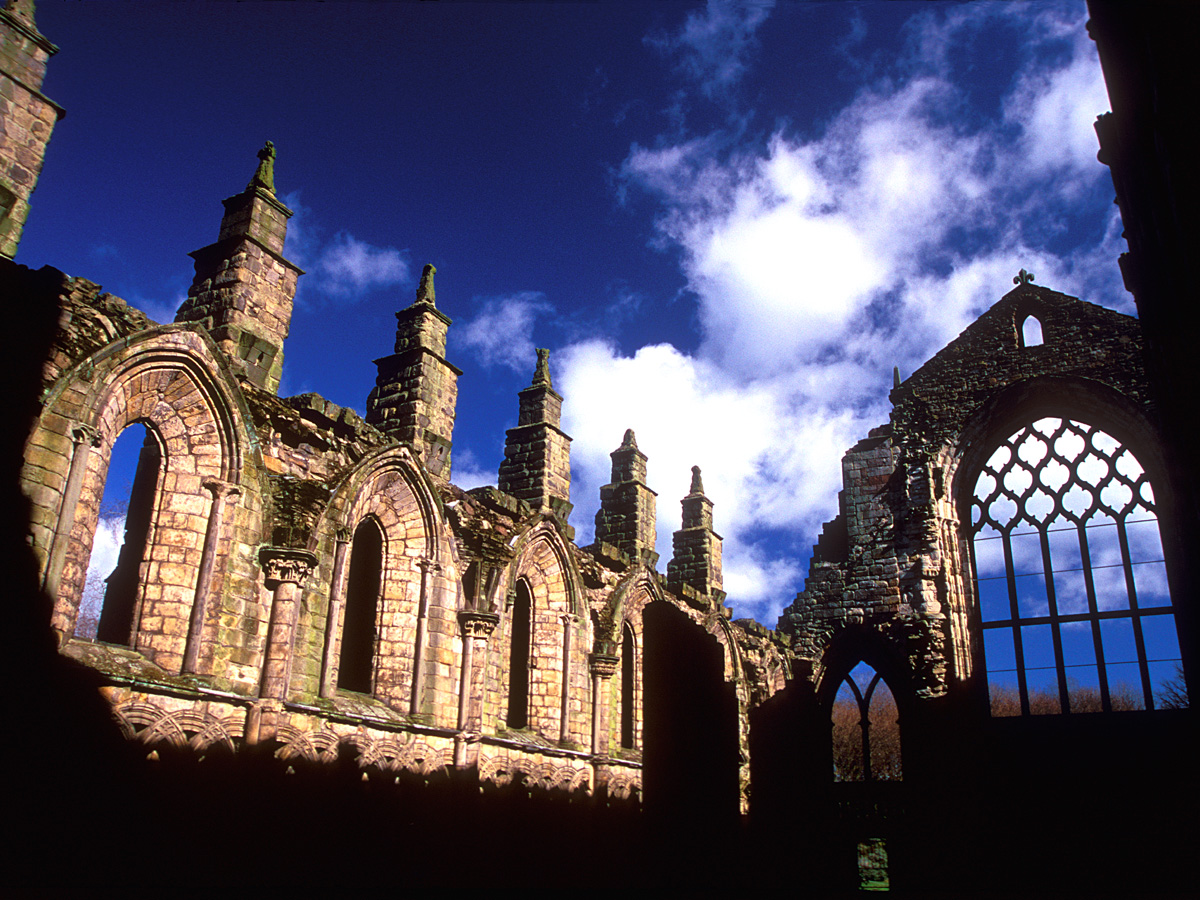
Ruínas da Abadia de Holyrood.

A arruinada Abadia dos Agostinianos que se situa nos terrenos do palácio foi construida em 1128 por ordem do rei David I da Escócia. Este edifício serviu de cenário a diversas cerimónias de coroação e de casamentos reais. O telhado da abadia colapsou no século XVIII, deixando-a no seu actual estad.
A abadia foi adaptada da capela da Ordem do Cardo-selvagem pelo rei Jaime VII da Escócia (e Jaime II da Inglaterra), mas foi mais tarde destruída por uma multidão. Em 1691, a então recente Igreja do Canongate (Kirk of the Canongate) substituiu a abadia como igreja paroquial local, e é onde, actualmente, a rainha comparece aos serviços religiosos quando está no palácio.

## Palácio

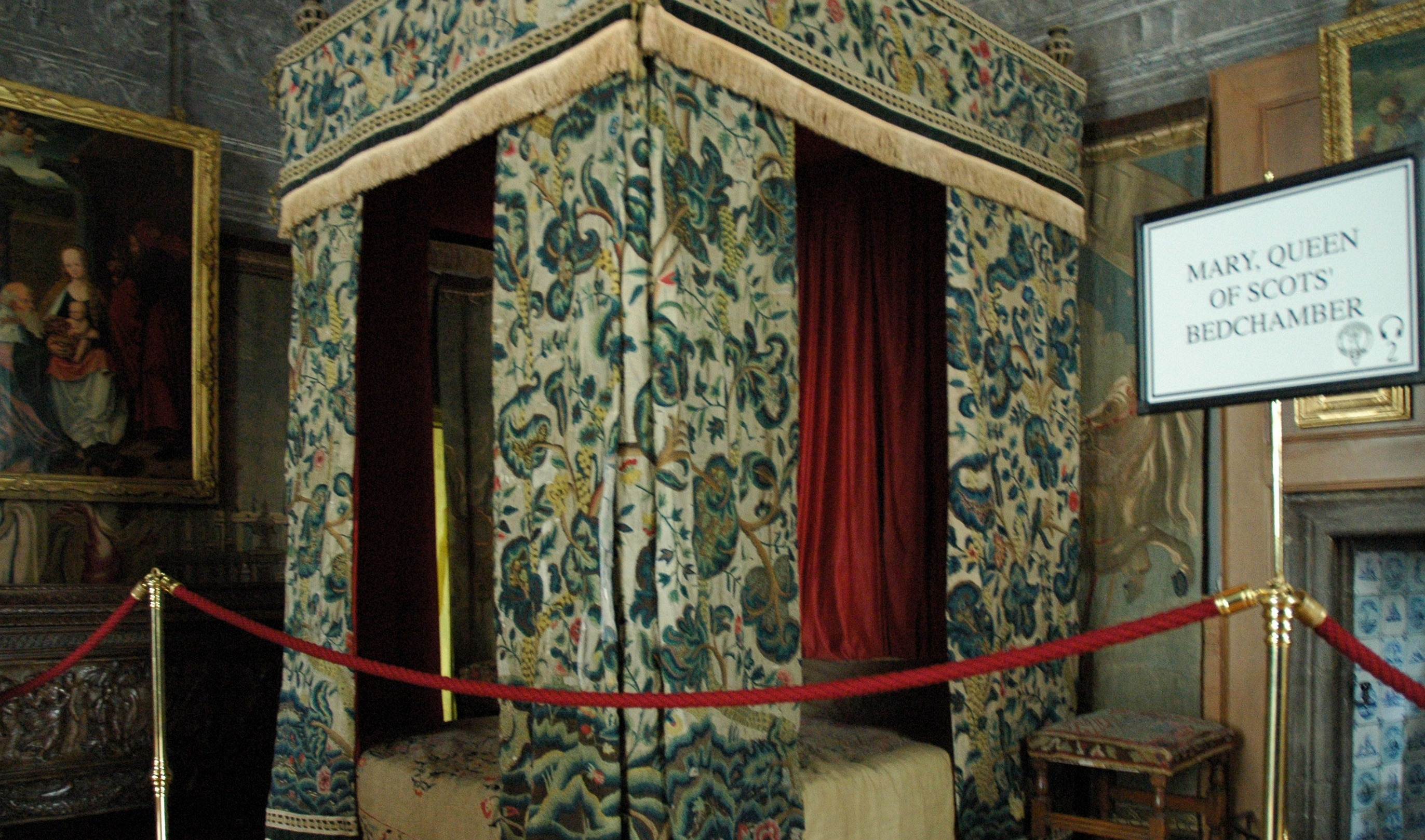
Quarto de Maria, Rainha dos Escoceses, Palácio de Holyrood, Edimburgo.

No século XV, erguia-se uma casa de hóspedes no local da actual faixa norte do palácio, a oeste da abadia e do seu claustro. Muitos dos reis escoceses da idade Média estiveram aqui antes da construção do palácio, e no final desse século Holyrood era uma residência real em tudo excepto no nome. Jaime II da Escócia nasceu em Holyrood, em 1430, tendo também ali sido coroado, casado e colocado em eterno repouso. Entre 1498 e 1501, Jaime IV construiu um novo edifício, com Holyrood a tornar-se num palácio no verdadeiro sentido da palavra.

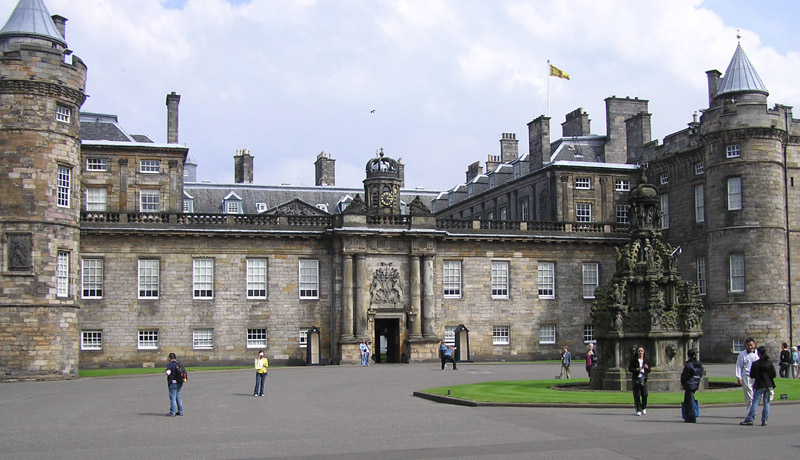
Fachada de entrada do Palácio de Holyrood, com a Rainha fora da residência (demonstrado pela bandeira do Padrão Real da Escócia).

O palácio foi construído em volta de um quadrângulo, situado a Oeste do claustro da abadia. Este continha uma capela, galeria, aposentos Reais e um grande hall. A capela ocupava a actual faixa Norte do Grande Quadrângulo, com os aposentos da Rainha a ocuparem parte da faixa Sul. Uma terceira faixa para Oeste continha os alojamentos do Rei e a entrada para o palácio. Jaime IV também empreendeu a construção de uma portaria com dois andares, fragmentos da qual ainda sobrevivem no Tribunal da Abadia. Jaimes V ampliou o palácio entre 1528 e 1536, começando pela actual torre Noroeste. Nesta torre fica o famoso conjunto de salas anteriormente ocupadas pela rainha Maria I da Escócia.

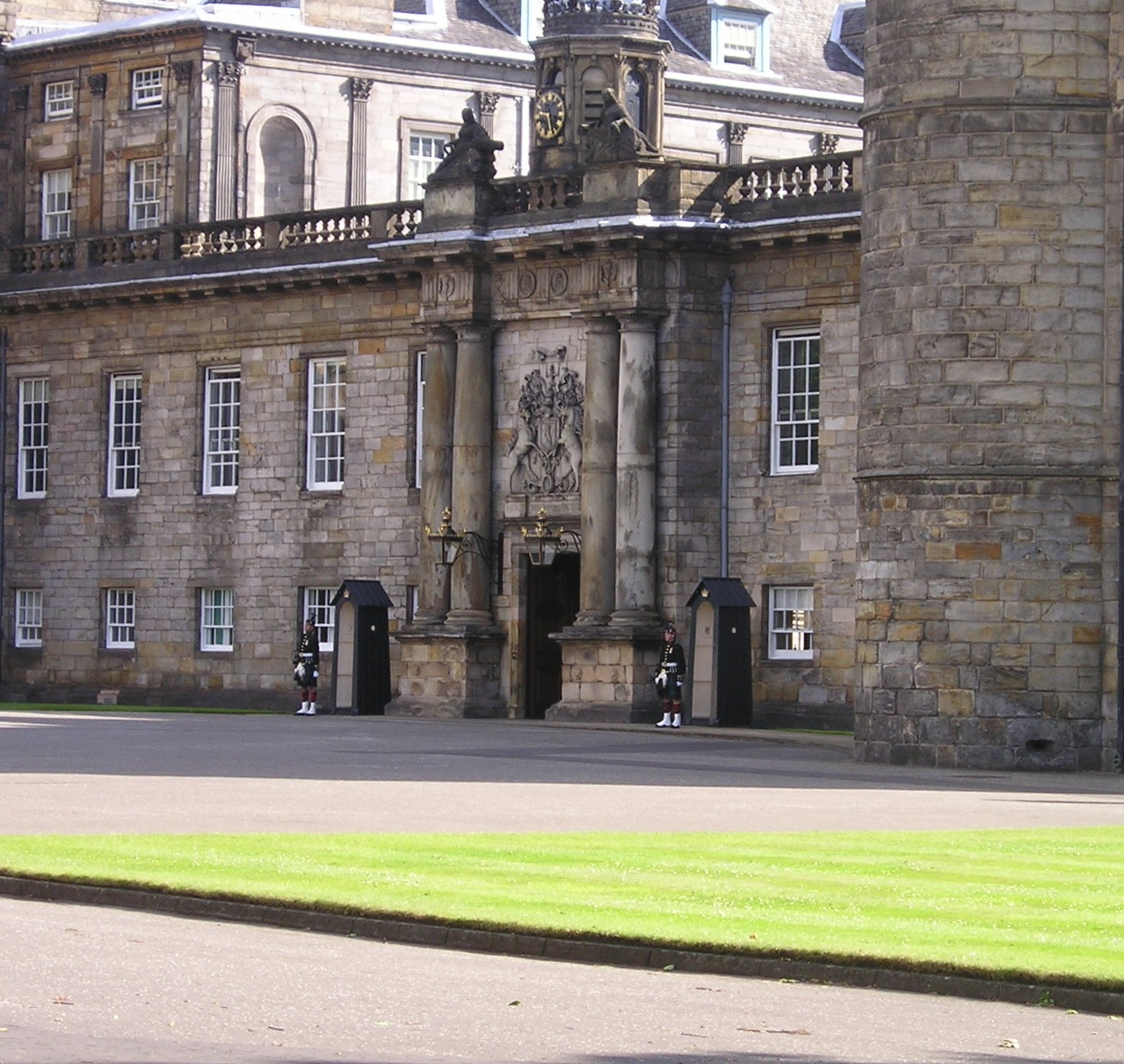
Sentinelas do Regimento Real da Escócia no exterior da fachada de entrada do Palácio de Holyrood.

O tectos de madeira das salas principais são do tempo da rainha Maria I e os monogramas MR (Maria Regina) ed IR (Jacobus Rex) referem-se a Maria e ao seu filho, Jaime VI. Acredita-se que os escudos comemorativos do casamento de Maria com Francisco II de França terão sido entalhados em 1559, mas colocados na sua presente posição em 1617. O conjunto contém uma câmara de audiência e o quarto da Rainha, a partir dos quais existem duas salas de torre. Foi na sala torre Norte, no dia 9 de março de 1565, que o infâme assassinato de David Rizzio teve lugar, na presença da Rainha Maria. Nos últimos séculos, os visitantes convencem-se frequentemente que podem ver o seu sangue manchando o chão.
Depois de se tornar rei da Inglaterra, em 1603, e de mudar para Londres, o palácio deixou de ser a sede de uma Corte Real permanente. Jaime visitou-o novamente em 1617, tal como fez Carlos I em 1633, quando foi coroado rei da Escócia na Abadia de Holyrood.
Em 1650, por acidente ou de forma planeada, o palácio foi incendiado durante a visita de Oliver Cromwell e dos seus soldados. Cromwell mandou reconstruir o palácio, mas a sua reconstrução foi abandonada e Carlos II acabou por ter o palácio reedificado na sua actual forma, entre 1671 e 1679, pelo arquitecto sir William Bruce. Jaime VII da Escócia e II de Inglaterra viveu em Holyrood entre 1679 e 1682,  no rescaldo da Crise da Exclusão.

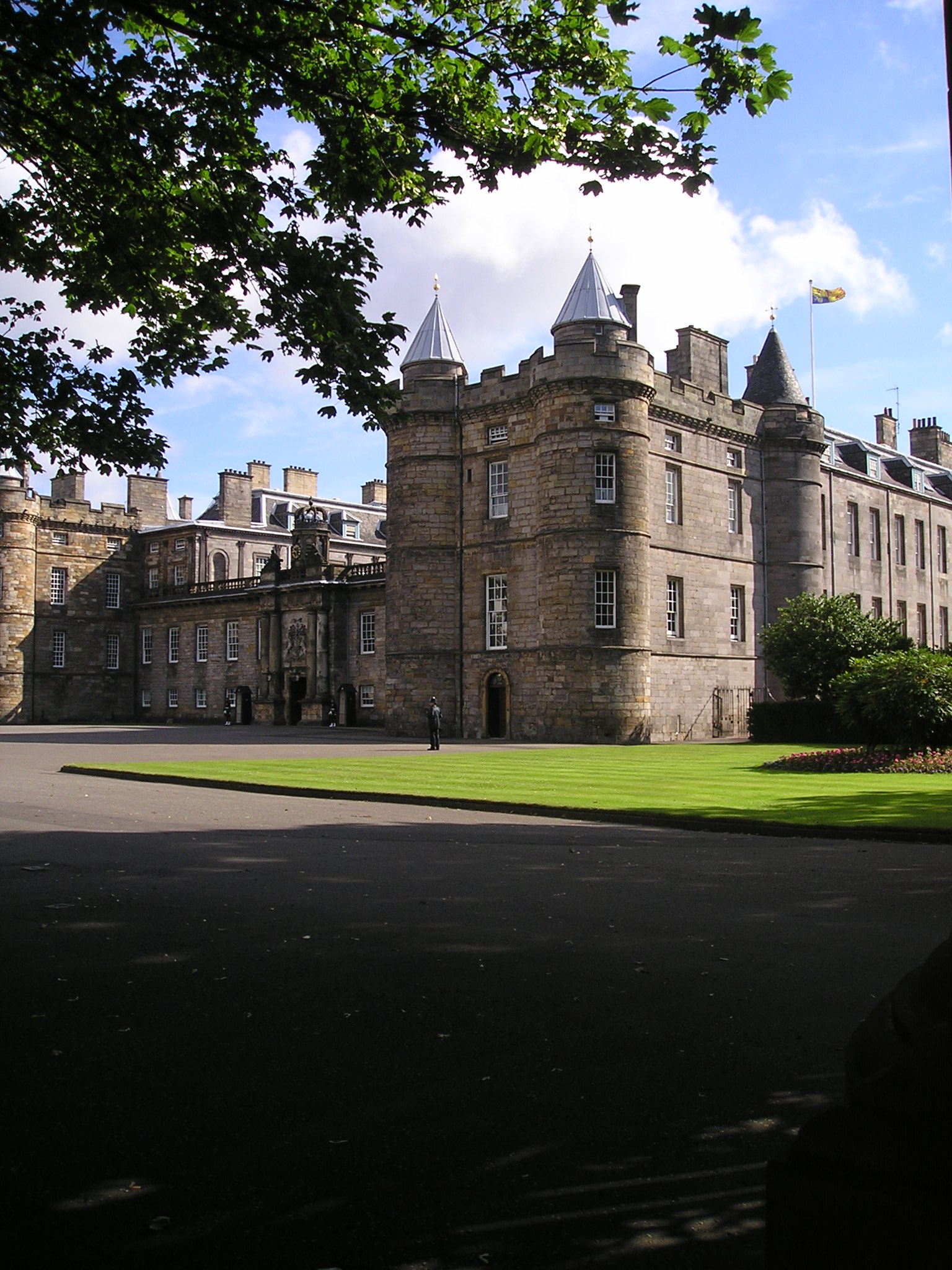
Palácio de Holyrood com a Rainha na residência (demonstrado pela bandeira do Padrão Real).

Depois de 1707, o palácio foi usado durante as eleições dos pares representantes da Escócia. Carlos Eduardo Stuart manteve uma corte em Holyrood durante cinco semanas, durante o Levantamento Jacobita de 1745 e, depois da Revolução Francesa, Jorge III permitiu que o irmão mais novo de Luís XVI, o Conde d'Artois, vivesse em Holyrood. Depois do seu segundo exílio, a realeza francesa voltou a residir em Holyrood entre 1830 e 1832, quando se mudaram para a Áustria.
Nos tempos modernos, os monarcas têm passado, formalmente, pelo menos uma semana por ano neste palácio de Edimburgo, formando corte ali. A actual rainha ainda usa Holyrood quando se encontra na Escócia em ocasiões de Estado (nas outras ocasiões usa o Castelo de Balmoral). O seu uso foi substancialmente incrementadio desde a instalação do Parlamento Escocês, em 1999, com vários membros da família real, nomeadamente o Príncipe Carlos e a Princesa Ana, a permanecerem ali frequentemente. Houve uma época em que se chegou a pensar que um dos membros da família real, com forte expectativa em relação à príncesa Ana (que tem fortes ligações com a Escócia) se tornasse uma residente do palácio a tempo inteiro, representando a rainha; de qualquer forma, esta ideia não frutificou, não sendo, provavelmente, mais que um rumor ou uma fantasia pensada por alguns. É no Palácio de Holyrood que a rainha Isabel II do Reino Unido encontra e nomeia o primeiro ministro da Escócia. Durante a presidência britânica da União Europeia uma das reuniões do Conselho Europeu teve lugar ali.
Durante alguns períodos, quando nem a rainha nem qualquer outro membro da família real se encontram no palácio, este está aberto ao público.
A Galeria da Rainha, uma galeria de arte inaugurada em 2002 para exibição de peças da colecção real, fica localizada no interior do complexo do palácio, enquanto que o novo edifício do Parlamento Escocês fica localizado do outro lado da rua.

## Grande trincheira real

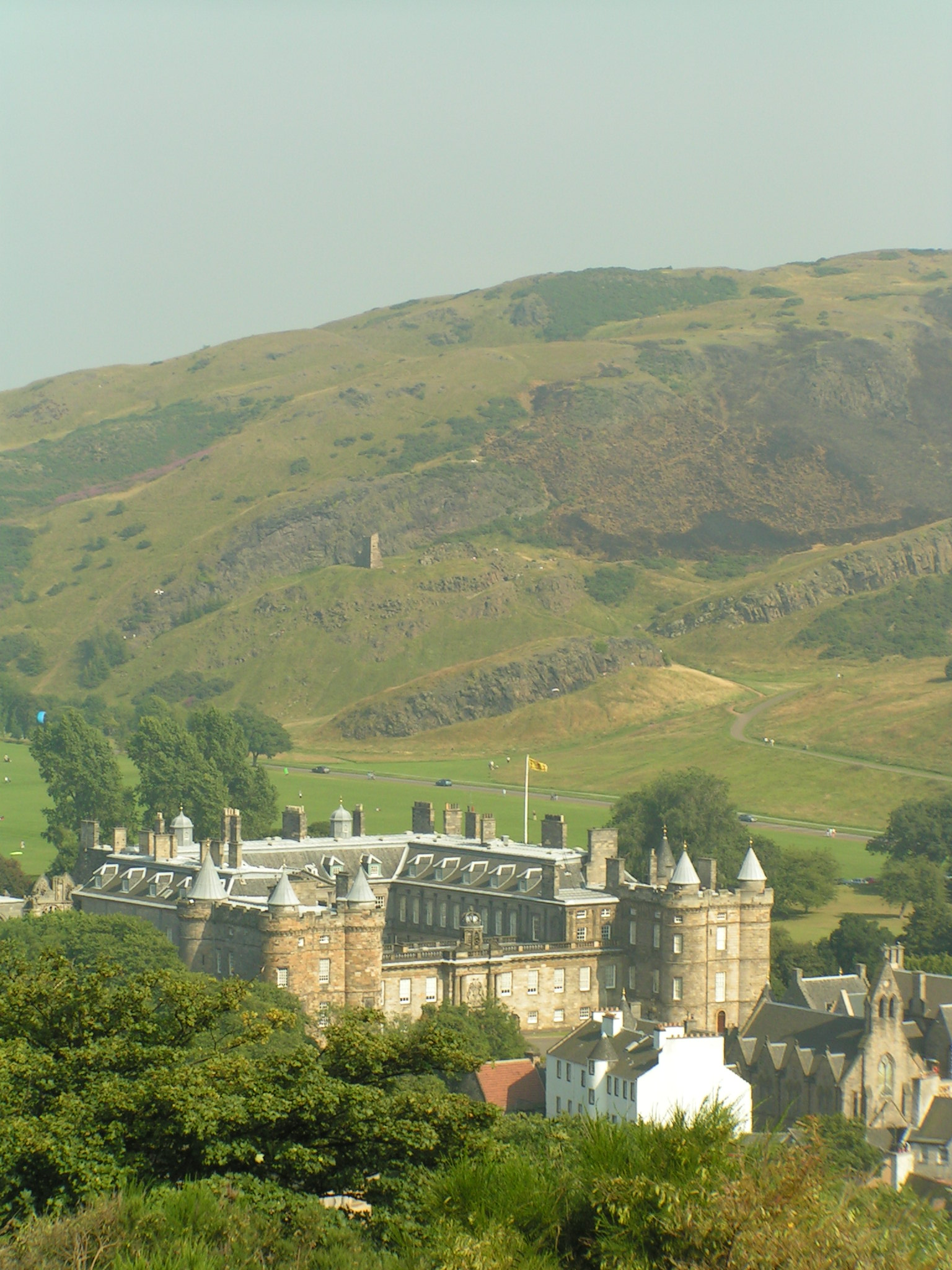
Vista do palácio a partir da Colina de Calton.

O castelo de Windsor foi um dos três locais reais escavados durante quatro dias pela equipa Tempo ("Time Team") de arqueólogos, liderada por Tony Robinson, entre 25 e 28 de agosto de 2006. No Reino Unido, Channel 4 dedicou um programa de serão às descobertas de cada dia e seguiu, ainda, as escavações, ao vivo, no programa More4, com transmissão simultânea pela internet.
Marcado para ajudar nas celebrações do octagésimo aniversário da rainha Isabel II, juntamente com muitos outros eventos avançados durante o ano de 2006, esta escavação marcou a 150ª trincheira realizada pela "Time Team". Pela primeira vez, a rainha deu permissão para serem escavadas trincheiras nos jardins do Palácio de Buckingham, tal como no Castelo de Windsor e no Palácio de Holyroodhouse, em Edimburgo. A Grande Trincheira Real é um exemplo da abertura das casa da rainha ao acesso público, tal como ela fez durante o fim-de-semana do seu Jubileu de Ouro, em 2002, e ao longo de 2006, pelo seu aniversário.
Os arqueólogos tiveram uma oportunidade sem precedentes para provar a geofísica e a história de três residências Reais por um período de quatro dias, com equipas a trabalhar em concorrência nas três localizações.
Foi escavado uma parte do claustro da Abadia de Holyrood, desenvolvido em linha com com as existentes ruínas da abadia dos Agostinianos, construida em 1128 pelo rei David I da Escócia. Também foi descoberta a torre quadrada do desaparecido palácio de Jaime IV. Infelizmente não foi localizado o corte de ténis real da sua neta, Maria I da Escócia (esta busca foi direccionada para as proximidades da "Casa de Banhos da Rainha Maria", um edifício na periferia de Holyroodhouse).
De forma notável, foi encontrada uma área de terra avermelhada, onde Henrique VIII de Inglaterra ordenou que o palácio fosse queimado quando se decepcionou com a recusa dos escoceses em aceitar a sua intenção de casar a infanta Maria Stuart (mais tarde Maria I da Escócia) com o seu filho Eduardo (mais tarde Eduardo VI de Inglaterra).
Entre os objectos encontrados em Holyroodhouse encontrava-se uma matriz de selo, usado para carimbar o selo de cera usado na correspondência ou em documentos, e uma moeda de double tournois, datada de 1634. Os arqueólogos também escavaram a colina no jardim de Holyroodhouse, onde a rainha Isabel II brincava quando criança.

## Zelador de Holyroodhouse

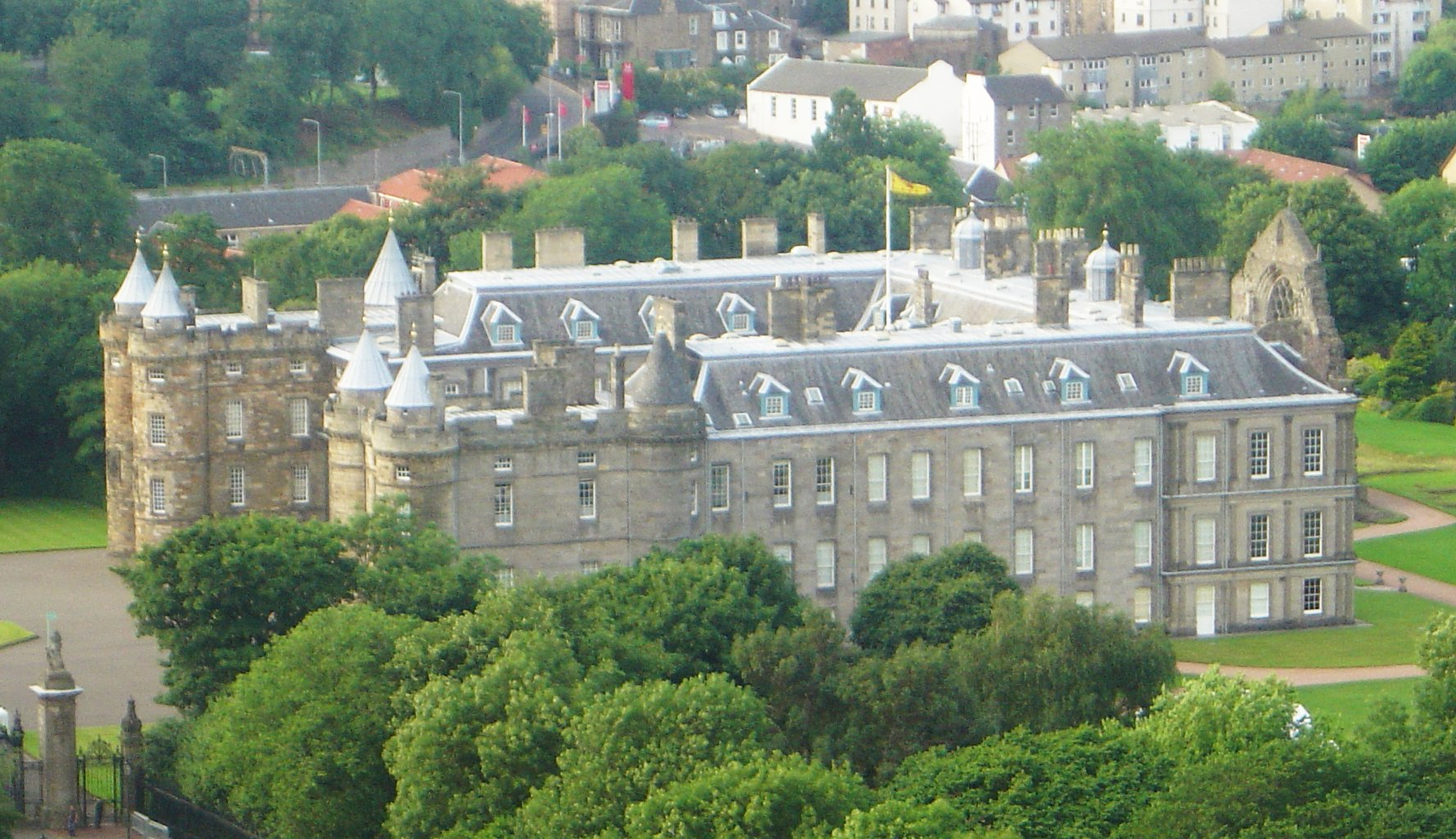
Vista do Palácio de Holyrood a partir do Parque de Holyrood.

Uma forma de medir a importância de Holyroodhouse é através do estatuto do seu zelador (Keeper), o qual foi nomeado para supervisonar o funcionamento do palácio na ausência da Corte. Existiram várias concessões para o cargo de Zelador de Holyroodhouse até 1646, quando o Rei Carlos I conferiu a sua hereditariedade a James Hamilton, 1.º Duque de Hamilton, cujos descendentes sempre o têm retido a partir de então. O posto de Zelador é de Grande Oficial de Estado na organização doméstica escocesa e, de facto, os aposentos privados do Duque ocupam uma área maior no palácio que os próprios apartamentos de Estado. Para além de nomear o seu próprio deputado, o Zeladora ainda indica o bailio de Holyroodhouse, o qual é responsável pela lei e pela ordem no interior do Santuário da Abadia de Holyrood. Os altos guardiões de Holyroodhouse são da responsabilidade do Zelador.
Existiu, antigamente, um zelador do Parque de Holyrood independente, parque este que rodeia Holyroodhouse, tendo o título sido concedido, com bases hereditárias, aos condes de Haddington. Este cargo foi comprado pela Coroa e extinto em 1843, como consequência das disputas originadas pelo direito do zelador permitir a lavoura no interior do parque.

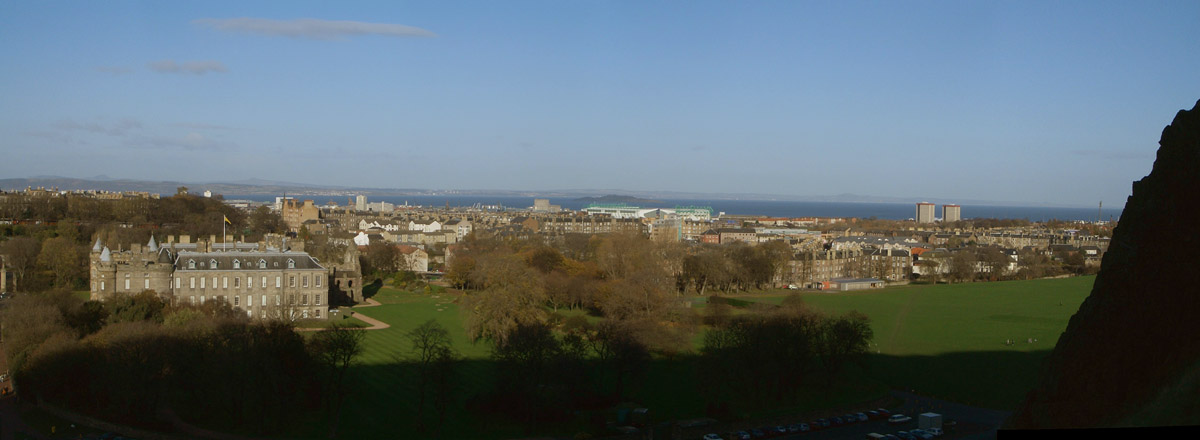
Vista do palácio e dos jardins a partir do Parque de Holyrood.